# Tinoco em Bolandas
Tinoco em Bolandas é um filme mudo português, de 1924, dirigido por António Pinheiro.

## Sinopse
Os azares domésticos de Duarte Tinoco, um homem casado, mas de coração livre...

## Ficha técnica
- Realização: António Pinheiro
- Produção: Henrique Alegria e Alfredo Nunes de Matos / Invicta Film
- Argumento: Georges Pallu, a partir da peça Uma Chávena de Chá, de José Carlos dos Santos
- Cinematografia: Maurice Laumann
- Cenografia: André LeCointre
- País: Portugal
- Ano: 1924
- Género: comédia

## Elenco
- Duarte Silva: Duarte Tinoco
- Maria Clementina Sá: baronesa de Sandomil
- António Pinheiro: credor
- Rafael Alves
- Adriano Guimarães
- Maria Olguim
- Georges Pallu
- Artur Sá
- Maria Campos

## Sobre o filme
Numa época em que, em Portugal, os cineastas principais eram estrangeiros a cumprir contrato com a Invicta Film, a possibilidade de artistas portugueses, que apresentassem especiais aptidões, poderem passar para a realização, era um prjecto estruturante daquela empresa produtora. Foi assim que António Pinheiro, um consagrado actor, apareceu a dirigir Tinoco em Bolandas. A experiência mostrou-se positiva e teve continuidade num outro filme.
Para realizar este filme, António Pinheiro contou com a ajuda do seu mestre, Georges Pallu, que o havia dirigido em várias películas. Para além de figurar no elenco, Pallu foi também o responsável pela adaptação da peça teatral que serve de base ao argumento.